# Relaciones Angola-Rusia

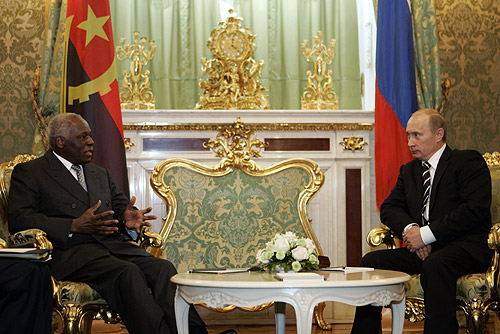
Vladímir Putin y José Eduardo dos Santos en el Kremlin en 2006.

Las relaciones Angola-Rusia (en ruso: Российско-ангольские отношения; en portugués: relações entre Angola e Rússia) es la relación entre dos países, la República de Angola y la Federación Rusa. Rusia tiene una embajada en Luanda. Angola tiene una embajada en Moscú y un consulado honorario en San Petersburgo. Angola y el precursor de Rusia, la Unión Soviética, establecieron relaciones desde la independencia.

## Relaciones Angola-Unión Soviética
Las relaciones entre Angola y la Unión Soviética a menudo se tensaron en la década de 1980, en parte por la búsqueda de lazos de Angola con los Estados Unidos. Las facciones líderes soviéticas estaban divididas en cuanto al papel futuro de su país en África, y algunos negociadores soviéticos se oponían a las concesiones del presidente angoleño José Eduardo dos Santos a los Estados Unidos. Los problemas políticos intratables de la región y el coste de mantener el apoyo de tropas cubanas y el suministro del MPLA-PT, debilitaron el compromiso soviético de construir un estado marxista-leninista en Angola.
Los líderes angoleños, a su vez, se quejaban sobre los bajos niveles de ayuda soviética, tanto en personal como en material, y su inadecuada respuesta a las quejas. Angola compartía el coste de la presencia militar cubana y buscaba reducir esos gastos, en parte porque muchos ciudadanos angoleños notaban el inmediato decrecimiento de recursos y las tensiones crecían en las regiones ocupadas por las tropas cubanas. Dos Santos protestó por el acuerdo comercial excesivamente favorable para los soviéticos respecto al café angoleño y su reexportación con un beneficio sustancial, la sobrepesca en aguas angoleñas y el aumento de los precios locales de los alimentos.

## Relaciones económicas

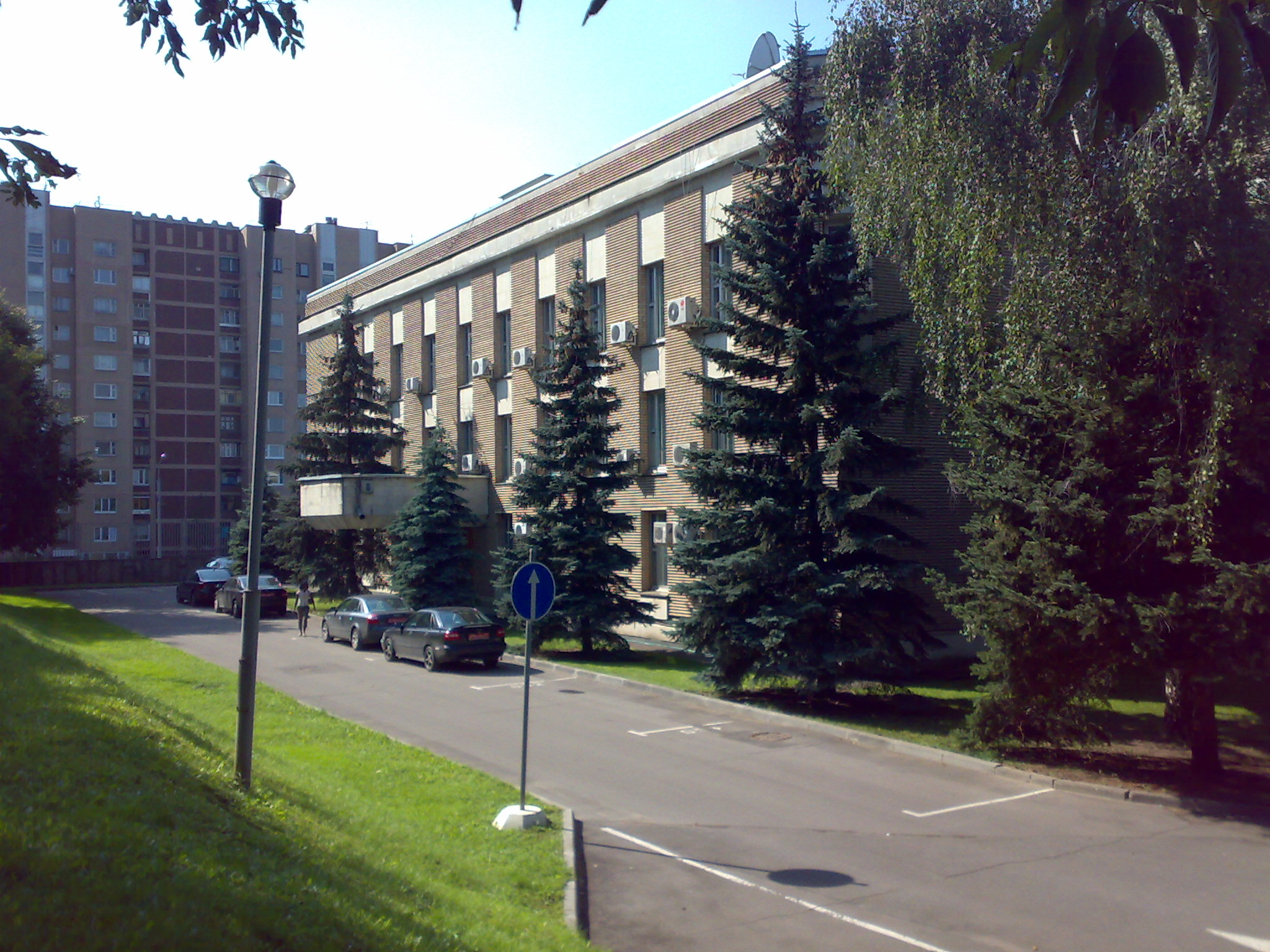
Embajada de Angola en Moscú.

Comparado con la época soviética, el comercio entre Rusia y Angola es ahora mínimo. En 2016, las exportaciones de Rusia a Angola, alcanzaron los 567.9 millones de dólares y las exportaciones de Angola a Rusia alcanzaron únicamente los 14.942 dólares.

## Cooperación militar
La defensa continúa siendo el área de cooperaçión ruso-angoleña más sólida. Hasta el día de hoy, Rusia (juntamente con Cuba) es el socio más estratégico de Angola en esta área. Se debe en parte a su papel histórico en el equipamiento y en el apoyo al ejército del MPLA. Como resultado, la mayor parte de los equipos militares y la tecnología de Angola (en todas las ramas de las fuerzas armadas) es de origen ruso, lo que naturalmente generó una profunda dependencia técnica en asistencia, modernización y mantenimiento. Moscú también desempeña un papel prominente en la formación de las Fuerzas Armadas de Angola.